# Halsted (ligne orange du métro de Chicago)
Pour les articles homonymes, voir Halsted.
Ne doit pas être confondu avec Halsted (ligne verte du métro de Chicago).
Halsted est une station aérienne de la ligne orange du métro de Chicago située au croisement de Archer Avenue et de Halsted Street. La station se trouve dans le quartier de Bridgeport.

## Description
Halsted qui a ouvert ses portes le 31 octobre 1993 est assez similaire aux autres stations de la Midway Branch ; un style épuré, très fonctionnel développé sur le modèle de celles de la Dan Ryan Branch tout en tenant compte que contrairement à cette dernière les stations de la ligne orange sont aériennes et non-situées au milieu d’un autoroute. Elle est composée d’un quai central donnant sur l’entrée et est équipée d’escalators et d’ascenseurs afin d’être accessible aux personnes à mobilité réduite. 
Halsted contient également un dépôt de bus et un petit parking de dissuasion pour 31 véhicules. 
778 021 passagers y ont transité en 2008.

## Les correspondances avec lebus
Avec les bus de la Chicago Transit Authority :
- #8 Halsted
- #44 Wallace/Racine
- #62 Archer (Owl Service - Service de nuit)

## Dessertes
| Nord/Ouest            |  |              |  | Sud/Est                              |
| --------------------- |  | ------------ |  | ------------------------------------ |
| Ashland vers Midway   |  | ligne orange |  | Roosevelt vers Midway via Clark/Lake |
| modifier sur Wikidata |  |              |  |                                      |